# Albatros W.5
L'Albatros W.5 era un idrosilurante bimotore biplano sviluppato dalla allora azienda tedesco imperiale Albatros Flugzeugwerke GmbH negli anni dieci del XX secolo.
Sviluppo ulteriore del precedente W.3, venne realizzato in piccola serie ed adottato da reparti aerei della Kaiserliche Marine, la marina militare dell'Impero tedesco, durante le ultime fasi della prima guerra mondiale.

## Storia del progetto
Dopo aver realizzato, all'inizio del 1916, l'idrovolante biplano W.3, un bimotore in configurazione spingente con il quale avviare la sperimentazione nel lancio di siluri con un aeromobile, l'Albatros decise di avviarne un ulteriore sviluppo migliorativo.
Il modello conservava l'impostazione generale del precedente ma introduceva numerosi dettagli. Si decise di intervenire nella velatura, con un'ala ora leggermente a freccia e che integrava ora una coppia di alettoni su entrambi i piani alari, e sulla fusoliera, che ora integrava parzialmente l'unico siluro agganciato nella sua parte inferiore. Di nuovo disegno anche l'elemento verticale triangolare dell'impennaggio ed i galleggianti, ora più grandi. Leggermente diverso anche il posizionamento dei motori al fine di migliorare il loro raffreddamento.
Vennero realizzati cinque esemplari (identificativo da 845 a 849), consegnati tra il maggio 1917 ed il gennaio 1918.

## Tecnica
L'Albatros W.5 era un modello di grandi dimensioni che, pur mantenendo l'aspetto generale del suo predecessore W.3 e caratterizzato dalla configurazione alare biplana e dalla collocazione dei motori in configurazione spingente, introduceva alcune differenze a livello tecnico.
La fusoliera appare dalle poche fotografie a sezione rettangolare ed integrava i due abitacoli aperti in tandem, con quello anteriore che accoglieva due posti affiancati; la stessa terminava in un impennaggio classico monoderiva dotato di un solo elemento orizzontale. Rispetto al W.3 l'elemento verticale presentava forme meno smussate.
La configurazione alare era biplana, dotata da una leggera freccia, con i due piani alari dotati di alettoni, collegati tra loro da una doppia coppia, due per lato, di montanti interalari. L'ala inferiore era tagliata sul bordo d'uscita in corrispondenza dell'intersezione del moto delle eliche dei motori.
Il galleggiamento era assicurato da una coppia di grandi scarponi collegati alla parte inferiore della fusoliera tramite un'intelaiatura tubolare.
La propulsione era affidata ad una coppia di motori Benz Bz.III, un 6 cilindri in linea raffreddato a liquido capace di erogare una potenza pari a 150 PS (110 kW), posizionati in configurazione spingente in altrettante gondole collocate sopra l'ala inferiore, collegate all'ala inferiore e alla fusoliera tramite una serie di montanti. I motori erano abbinati ad un'elica bipala in legno a passo fisso di grandi dimensioni.
L'armamento offensivo era costituito da un singolo siluro agganciato alla parte inferiore della fusoliera mentre quello difensivo era affidato ad una coppia di mitragliatrici Parabellum MG 14 calibro 7,92 mm.

## Utilizzatori
Germania
- Kaiserliche Marine